# Andreï Gordeïev
Andreï Lvovitch Gordeïev (en russe : Андрей Львович Гордеев) est un footballeur et entraîneur de football russe né le 1er avril 1975 à Moscou.

## Biographie

### Carrière de joueur
Natif de Moscou, il effectue sa formation dans cette même ville, d'abord au sein du Tchertanovo puis au Timiriazevets. Gordeïev fait ses débuts professionnels à l'âge de 17 ans en 1992 sous les couleurs du Trasko Moscou en troisième division, où il dispute 21 matchs et inscrit un but. Retournant au Tchertanovo l'année suivante, il y passe trois années entre la troisième et la quatrième division pour 108 rencontres jouées et 22 buts marqués. Il rejoint en 1996 le Dynamo Moscou avec qui il fait ses débuts en première division le 5 septembre 1996 contre le CSKA Moscou avant d'inscrire l'année suivante son premier but dans l'élite contre cette même équipe le 16 mars 1997. Passant trois années au Dynamo, il y demeure cependant peu utilisé avec seulement treize rencontres jouées et est principalement utilisé par l'équipe réserve qui dispute la quatrième division et pour il joue 75 matchs et marque 16 buts.
Recruté en 1999 par l'Anji Makhatchkala, il s'impose rapidement comme un titulaire régulier au sein de l'équipe qui remporte la même année la deuxième division, disputant 41 rencontres pour trois buts marqués, incluant un doublé contre le Kristall Smolensk. Bien que moins utilisé lors du passage du club dans l'élite, il joue la Coupe UEFA à l'été 2001 en étant titularisé lors du match retour du premier tour contre les Glasgow Rangers. La relégation de l'Anji en 2002 le voit retrouver un temps de jeu plus régulier lors de la saison 2003, qui retombe cependant dès l'année suivante et se conclut sur son départ du club à l'issue de l'exercice 2004, après 131 matchs joués avec l'équipe entre 1999 et 2004. Il rejoint par la suite le Fakel Voronej où il passe deux années avant de terminer sa carrière au Sportakademklub Moscou en 2007, à l'âge de 32 ans.

### Carrière d'entraîneur
Peu après la fin de sa carrière, Gordeïev est nommé entraîneur au sein des équipes de jeunes du Saturn Ramenskoïe et entraîneur principal de la réserve en début d'année 2008. Il passe un an et demi à ce poste avant de devenir au mois de mai 2009 entraîneur de l'équipe première par intérim à la suite du départ de Jürgen Röber, avant d'être confirmé à ce poste pour le reste de la saison 2009, qui voit le Saturn terminer septième en championnat. Maintenu pour l'exercice 2010, il amène le club à la dixième position malgré des difficultés financières et obtient au mois de décembre une licence UEFA Pro. Il quitte finalement le Saturn et la Russie en début d'année 2011 pour rejoindre l'Ukraine et le Metalurh Donetsk, où il ne passe cependant que quelques mois, démissionnant de son poste dès le début du mois de mai 2011 après seulement huit matchs. Dans la foulée de ce départ, il fait son retour à l'Anji Makhatchkala où il devient entraîneur adjoint de Gadji Gadjiev avant de devenir entraîneur principal par intérim après le départ de ce dernier au mois de septembre 2011, occupant ce poste jusqu'en décembre puis de redevenir adjoint sous Iouri Krasnojan puis Guus Hiddink, quittant finalement le club à l'issue de la saison 2012-2013.
Inactif par la suite pendant plus d'un an, Gordeïev reprend du service en octobre 2014 en devenant entraîneur du Sibir Novossibirsk qu'il dirige pendant une grande partie de la saison 2014-2015 en deuxième division, l'amenant en milieu de classement avant de s'en aller peu avant la fin de l'exercice à la mi-mai 2015. Il rejoint quelques jours plus tard le Mordovia Saransk en première division mais connaît un passage compliqué, ne remportant que deux rencontres sur 23 avant de s'en aller au mois d'avril 2016, tandis que le club termine dernier du championnat. Rejoignant par la suite le SKA-Khabarovsk en janvier 2017, il n'y passe que quatre mois avant de s'en aller après seulement dix matchs. Il devient par la suite entraîneur au sein des équipes de jeunes de la sélection russe, notamment l'équipe des moins de 19 ans avec qui il dispute les éliminatoires de l'Euro 2019 mais ne parvient pas à se qualifier pour la phase finale de la compétition, ce qui amène à son départ à la mi-avril 2019.
Il est nommé à la tête de l'Ourojaï Krasnodar en troisième division au début du mois d'octobre 2019 et amène par la suite le club à la onzième place de son groupe au terme de la saison 2019-2020. Gordeïev est démis de ses fonctions à la fin du mois de septembre 2020, le directeur général Stanislav Lysenko (en) citant comme raison les résultats décevants de l'équipe sous sa direction. Deux mois après ce renvoi, il est nommé à la tête du Forte Taganrog le 1er décembre 2020 avec qui il termine huitième de son groupe de troisième division.

## Statistiques

### Statistiques de joueur
| Saison                | Club                   | Championnat           | Championnat | Championnat | Coupe(s) nationale(s) | Coupe(s) nationale(s) | Compétition(s) continentale(s) | Compétition(s) continentale(s) | Compétition(s) continentale(s) | Total | Total |
| Saison                | Club                   | Division              | M.          | B.          | M.                    | B.                    | Comp.                          | M.                             | B.                             | M.    | B.    |
| 1992                  | Trasko Moscou          | D3                    | 21          | 1           | -                     | -                     | -                              | -                              | -                              | 21    | 1     |
| Sous-total            | Sous-total             | Sous-total            | 21          | 1           | -                     | -                     | -                              | -                              | -                              | 21    | 1     |
| 1993                  | SUO Moscou             | D3                    | 40          | 8           | -                     | -                     | -                              | -                              | -                              | 40    | 8     |
| 1994                  | Tchertanovo Moscou     | D4                    | 40          | 5           | 1                     | 0                     | -                              | -                              | -                              | 41    | 5     |
| 1995                  | Tchertanovo Moscou     | D4                    | 27          | 9           | -                     | -                     | -                              | -                              | -                              | 27    | 9     |
| Sous-total            | Sous-total             | Sous-total            | 107         | 22          | 1                     | 0                     | -                              | -                              | -                              | 108   | 22    |
| 1996                  | Dynamo-d Moscou        | D4                    | 26          | 9           | -                     | -                     | -                              | -                              | -                              | 26    | 9     |
| 1997                  | Dynamo-d Moscou        | D4                    | 20          | 3           | -                     | -                     | -                              | -                              | -                              | 20    | 3     |
| 1998                  | Dynamo-d Moscou        | D4                    | 29          | 4           | -                     | -                     | -                              | -                              | -                              | 29    | 4     |
| Sous-total            | Sous-total             | Sous-total            | 75          | 16          | -                     | -                     | -                              | -                              | -                              | 75    | 16    |
| 1996                  | Dynamo Moscou          | D1                    | 1           | 0           | -                     | -                     | -                              | -                              | -                              | 1     | 0     |
| 1997                  | Dynamo Moscou          | D1                    | 7           | 1           | -                     | -                     | CI                             | 1                              | 0                              | 8     | 1     |
| 1998                  | Dynamo Moscou          | D1                    | 2           | 0           | 2                     | 1                     | -                              | -                              | -                              | 4     | 1     |
| Sous-total            | Sous-total             | Sous-total            | 10          | 1           | 2                     | 1                     | -                              | 1                              | 0                              | 13    | 2     |
| 1999                  | Anji Makhatchkala      | D2                    | 41          | 3           | 3                     | 0                     | -                              | -                              | -                              | 44    | 3     |
| 2000                  | Anji Makhatchkala      | D1                    | 17          | 0           | 2                     | 0                     | -                              | -                              | -                              | 19    | 0     |
| 2001                  | Anji Makhatchkala      | D1                    | 6           | 0           | 2                     | 0                     | C3                             | 1                              | 0                              | 9     | 0     |
| 2002                  | Anji Makhatchkala      | D1                    | 11          | 0           | -                     | -                     | -                              | -                              | -                              | 11    | 0     |
| 2003                  | Anji Makhatchkala      | D2                    | 31          | 0           | 4                     | 0                     | -                              | -                              | -                              | 35    | 0     |
| 2004                  | Anji Makhatchkala      | D2                    | 13          | 0           | -                     | -                     | -                              | -                              | -                              | 13    | 0     |
| Sous-total            | Sous-total             | Sous-total            | 119         | 3           | 11                    | 0                     | -                              | 1                              | 0                              | 131   | 3     |
| 2005                  | Fakel Voronej          | D2                    | 39          | 0           | 1                     | 0                     | -                              | -                              | -                              | 40    | 0     |
| 2006                  | Fakel Voronej          | D2                    | 27          | 1           | -                     | -                     | -                              | -                              | -                              | 27    | 1     |
| 2007                  | Sportakademklub Moscou | D3                    | 20          | 0           | -                     | -                     | -                              | -                              | -                              | 20    | 0     |
| Sous-total            | Sous-total             | Sous-total            | 79          | 1           | 1                     | 0                     | -                              | -                              | -                              | 80    | 1     |
| Total sur la carrière | Total sur la carrière  | Total sur la carrière | 411         | 44          | 15                    | 1                     | -                              | 2                              | 0                              | 428   | 45    |

### Statistiques d'entraîneur
| Saturn Ramenskoïe  | 15 mai 2009       | 12 janvier 2011   | 55  | 22 | 14 | 19 | 40,0 |
| Metalurh Donetsk   | 12 janvier 2011   | 3 mai 2011        | 8   | 3  | 1  | 4  | 37,5 |
| Anji Makhatchkala  | 28 septembre 2011 | 27 décembre 2011  | 7   | 3  | 2  | 2  | 42,9 |
| Sibir Novossibirsk | 7 octobre 2014    | 14 mai 2015       | 18  | 8  | 5  | 5  | 44,4 |
| Mordovia Saransk   | 3 juin 2015       | 7 avril 2016      | 23  | 2  | 10 | 11 | 8,7  |
| SKA-Khabarovsk     | 6 janvier 2017    | 30 avril 2017     | 10  | 2  | 5  | 3  | 20,0 |
| Russie -18 ans     | 1er juin 2017     | 30 juin 2018      | 11  | 5  | 1  | 5  | 45,4 |
| Russie -19 ans     | 1er juillet 2018  | 17 avril 2019     | 13  | 7  | 4  | 2  | 53,8 |
| Russie -15 ans     | 30 novembre 2018  | 17 avril 2019     | 6   | 2  | 1  | 3  | 33,3 |
| Ourojaï Krasnodar  | 1er octobre 2019  | 30 septembre 2020 | 18  | 10 | 1  | 7  | 55,6 |
| Forte Taganrog     | 1er décembre 2020 | en cours          | 18  | 9  | 4  | 5  | 50,0 |
| Total              | Total             | Total             | 187 | 73 | 48 | 66 | 39,0 |

## Palmarès
Anji Makhatchkala
- Champion de Russie de deuxième division en 1999.